# Александровский централ
Александровский централ — одна из центральных каторжных тюрем в дореволюционной России. Учреждена в 1873 году в селе Александровском Иркутского уезда на территории бывшего Александровского винокуренного завода, основанного в XVIII веке.

## История
Александровский винокуренный завод, по сути, тоже был каторгой. Точная дата его возникновения неизвестна. О нём упоминает академик И. Г. Георги в описании своего путешествия по Европейской России и Сибири в 1772 годах. Тогда он находился в частных руках, но через 15 лет перешёл в казну. В тот момент, помимо «свободных» рабочих, на нём трудилось 154 каторжника. В первой половине XIX века таких было уже около 1000 человек (политических заключённых в 1835 году было 62 человека). Работа завода была сверхприбыльной — в год он «выкуривал» 200 тысяч вёдер водки, а накладные расходы были минимальные.

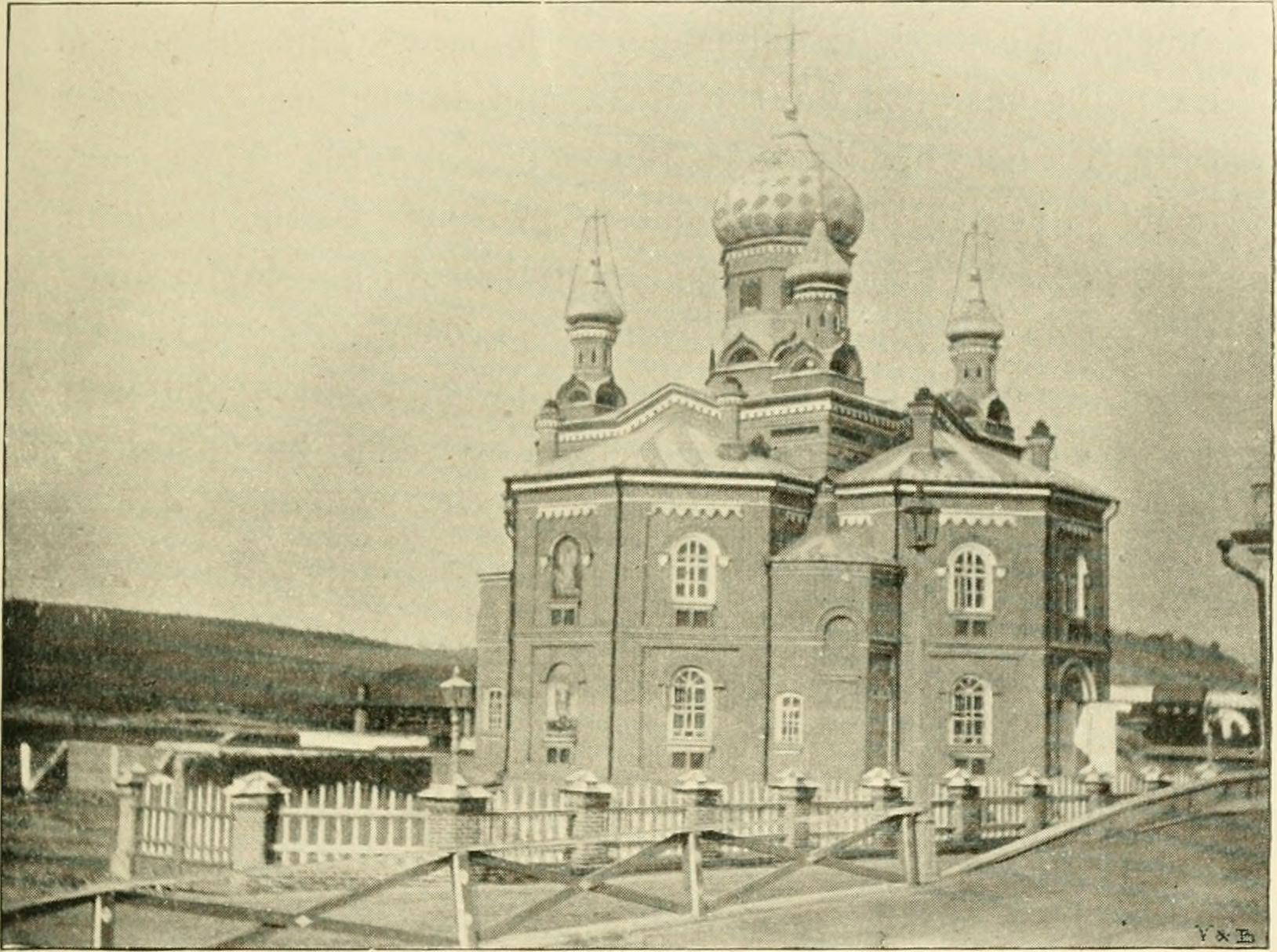
Церковь Александровского централа

На заводе содержались участники Польского восстания 1830 года. Часть из них во главе с Петром Высоцким в ночь на 22 июня 1835 года совершила побег, но беглецы впоследствии были схвачены. Высоцкий получил тысячу ударов палками, остальные — по 500. Содержались здесь участники Севастопольского восстания 1830 года (в том числе одна женщина — 24-летняя унтер-офицерская жена Маланья Рогова); Польского восстания 1863 года; участники других антиправительственных выступлений. Некоторым из них удавалось бежать. Многие, отбыв каторгу, оставались жить на вольном поселении рядом с заводом. Так возникло село Александровское.
В Александровском централе (с 1873 года) содержались уголовные преступники, высылаемые из европейской части России на каторжные работы в Восточную Сибирь. В двух корпусах размещались 33 общих и 21 одиночная камера, рассчитанные на тысячу заключённых. Фактически же заключённых было намного больше. В 1889 году тюрьма сгорела, восстановлена в 1891 году.
Кроме Центральной каторжной тюрьмы, в селе Александровском с 1889 года находилась Александровская центральная пересыльная тюрьма. Она предназначалась для временного содержания ссыльных, отправляемых в Иркутскую губернию, Якутскую и Забайкальскую области. «Партии ссыльно-поселенцев, следующих на поселение по Иркутской губернии, кроме Киренского округа, отправляются из пересыльной тюрьмы в течение всего года, а следующие в Киренский округ и Якутскую область — во время летней навигации по р. Лене, а каторжные 1-го и 2-го разрядов, следующие к отправке в Забайкальскую область, отсылаются туда во время летней и зимней навигации по озеру Байкалу», — сказано в Положении об Александровской пересыльной тюрьме. Через неё прошли некоторые видные деятели будущего большевистского государства: Ф. Дзержинский (1902); М. Фрунзе (1914); С. Орджоникидзе (1915—16) и другие.

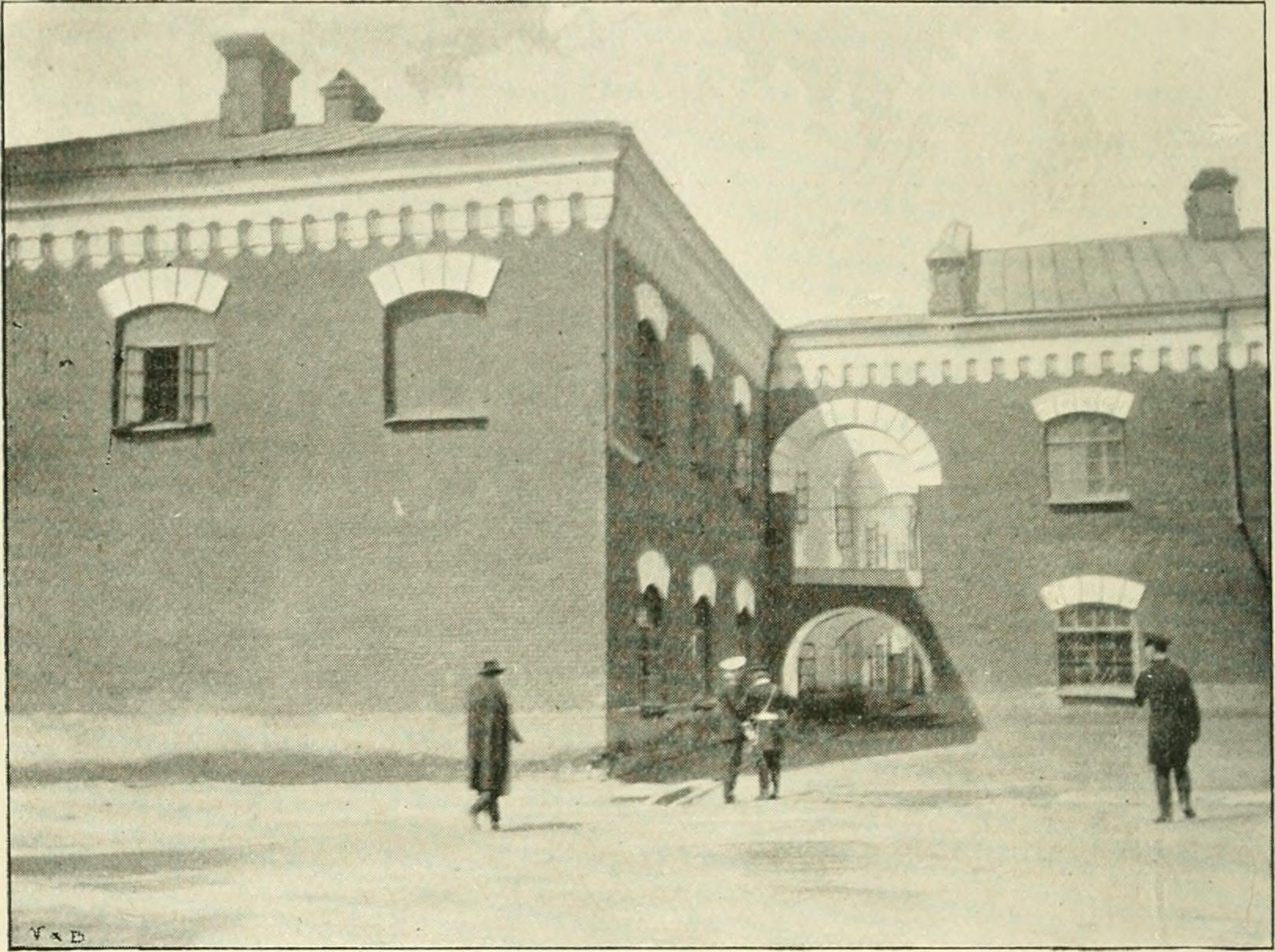
Внутренний двор

Сроки заключения в каторжной тюрьме составляли от 4 лет до вечной каторги («бессрочники», «вечники»). В пересыльной — от 1 месяца до 2,5 лет.
Во время русско-японской войны 1904—05 годов Александровский централ был освобождён от каторжан и переоборудован в военный госпиталь. С 1906 года вновь становится тюрьмой, в основном для политических заключённых (информация из Энциклопедического словаря МВД). Однако книга Ф. Кудрявцева «Александровский централ» (Иркутск, 1936 год) говорит о том, что в период вышеуказанной войны тюрьма продолжала функционировать. В ней, в частности, содержались небезызвестные «романовцы». В этой же книге приводятся следующие факты: в 1904—07 годах каторжане Александровского централа работали на Усольском солеваренном заводе (45 человек); на каменноугольных копях Макаревича в Черемхово (83 человека).
Любопытен доклад начальника Иркутского жандармского управления губернатору, сделанный в июне 1905 года: «…Начальник гарнизона с. Александровского сообщил мне, что политические арестанты, содержащиеся в одиночных камерах Александровской центральной каторжной тюрьмы, с утра до вечера гуляют все вместе во дворе тюрьмы или в коридорах своих помещений и камеры запираются уже поздно ночью. Вечерами, часов до 11-12, собравшись около окон, выходящих на улицу, хором поют революционные песни, которые привлекают слушателей частных лиц и нижних чинов».
Либерализм властей достиг апогея в октябре 1905 года, когда царское правительство объявило амнистию политическим заключённым. Все таковые в Александровском централе были освобождены. Однако уже через несколько месяцев, в начале 1906 года камеры Александровского централа вновь заполнились «политическими».
Летом 1906 и 1907 годов около 300 каторжан строили вторую колею Транссиба. От 100 до 250 заключённых (в зависимости от поступления заказов) шили одежду и обувь, выполняли кузнечные и слесарные работы.
10 апреля 1908 года группа из 20 политических заключённых совершила побег. Четверо были убиты на месте, шестерых задержали сразу, один скрылся в неизвестном направлении. Остальные, проблуждав несколько дней по тайге, были задержаны. Все 15 пойманных были приговорены к смертной казни, которая позже была заменена вечной каторгой. Не зная об этой замене, они приняли яд (4 умерло, остальные выжили).
Поначалу в Александровском централе содержались исключительно уголовные преступники. В начале XX века к ним прибавились политические. Количество «политиков» в разные годы составляло от 250 до 700 человек. Между двумя группами заключённых постоянно возникали конфликты. Верх, как правило, одерживали уголовники. После Революции 1905 года в Александровский централ поступило много бывших солдат и матросов, осуждённых по политическим статьям, и положение изменилось. В 1909 году тюремное начальство сознательно перемешало в камерах политических и уголовников, надеясь вытравить «революционный дух». Однако к тому времени политические создали так называемые «коммуны» — организации взаимопомощи со своим уставом и стройной организацией. Затея начальства успехом не увенчалась.
После февральской революции все политические заключённые были освобождены. Однако вскоре всё вернулось к прежнему положению вещей.

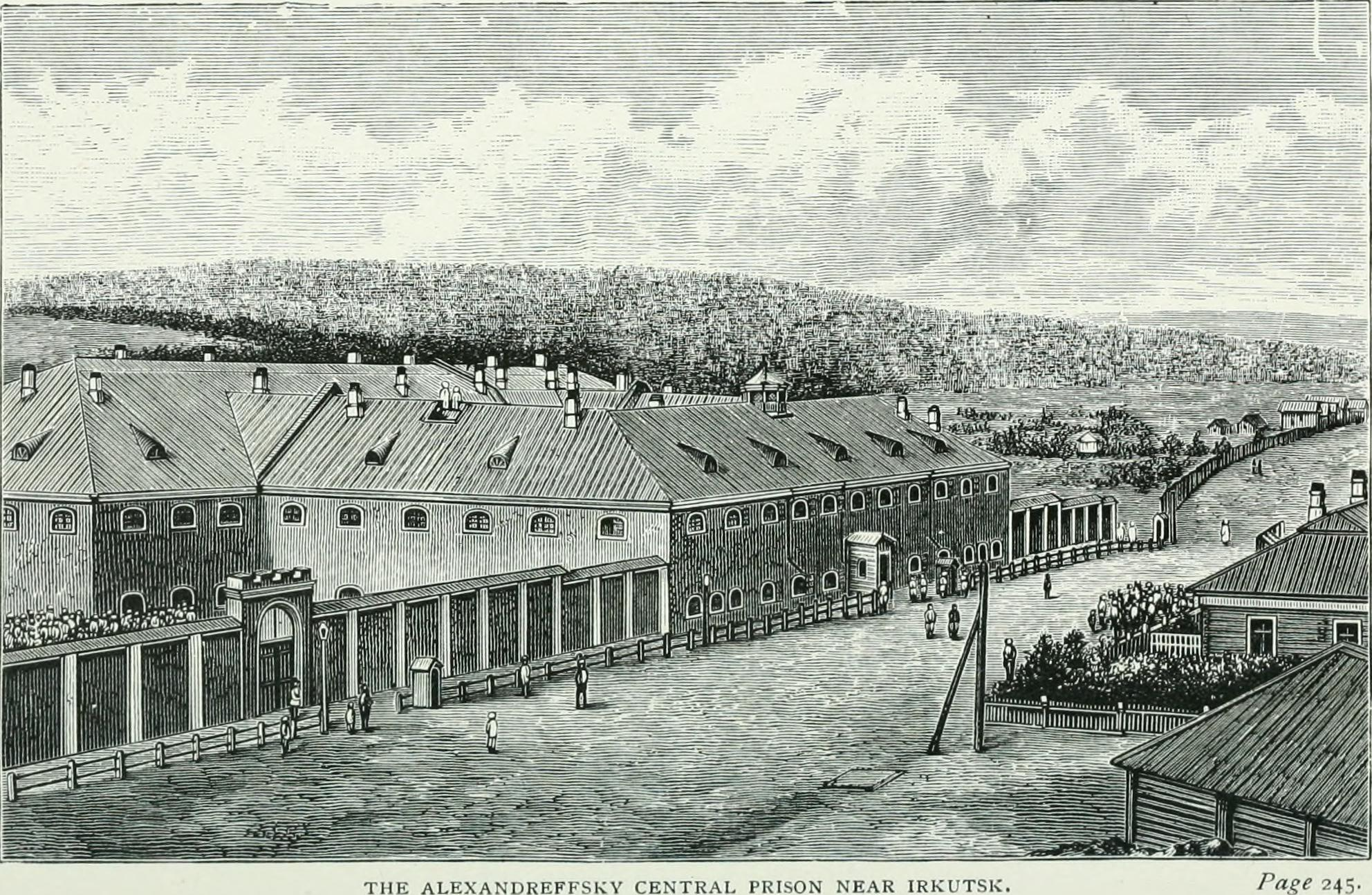
Гравюра, 1883

В годы Гражданской войны Александровский централ — тюрьма с особо жестоким режимом. В ней содержались сторонники Советской власти, пленные красноармейцы, партизаны. 13 сентября 1919 года около 700 заключённых Пересыльной тюрьмы и 113 солдат Александровской местной команды, захватив около 200 ружей, совершили побег. Часть из них позже присоединилась к красным партизанам.
К декабрю 1919 года в Александровском централе содержалось 1204 заключённых. Утром 8 декабря часть из них (около 80 человек), несмотря на огонь на поражение и жертвы, совершила побег. Вечером того же дня бежать удалось ещё одной небольшой группе заключённых. 9 декабря Александровский централ был полностью окружён солдатами Александровского гарнизона, прибывшими им на помощь военнослужащими Чехословацкого корпуса и егерями с одним 3-дюймовым орудием. Утром 10 декабря начался артобстрел и штурм. Ворвавшиеся на территорию Александровского централа солдаты забрасывали камеры гранатами и расстреливали в двери из пулемётов. Погибло около 200 заключённых.
В январе 1920 года Александровский централ взяли красные партизаны. Позже здесь была основана Александровская трудовая колония для несовершеннолетних правонарушителей и беспризорников. К 1936 году в ней было налажено производство пуговиц; поделок из гагата (месторождение которого нашли поблизости); другие производства. Выходила газета «Новая жизнь».
Впоследствии, до конца 1950-х годов, бывший Александровский централ использовался как следственный изолятор, местом дислокации которого стало село Александровское Боханского района Иркутской области.
После ликвидации следственного изолятора в 1956 году в бывшем Александровском централе была организована Иркутская психиатрическая больница № 2, которая будучи практически лишённой финансирования в 1990-х годах оказалась в состоянии близком к разрушению и в 2012 году у неё была отозвана лицензия на деятельность. В 2016 году содержание пациентов было признано деятелями российского правозащитного движения антигуманным. К 2017 году пациенты Иркутской психиатрической больницы № 2 были переведены из Александровского централа, здания остались пустовать.
3 апреля 2017 года был создан Фонд «Возрождения Александровского централа», директором фонда назначен Мелехеда Михаил Сергеевич. Задачами фонда являются восстановление памятника исторического наследия и создание историко-культурного музея, в том числе запуск части музейной экспозиции в самом централе, восстановление храма Александра Невского, а также начало работы трактира и гостиницы для туристов.
Под трактир выбрано здание «склада № 2», расположенное в паре сотен метров от централа — с этого историко-культурный комплекс Александровский централ будет начинаться. В бывшем здании склада будет размещён трактир с нумерами. Основной гостиничный комплекс планируется обустроить поодаль, на озере, где находился детский корпус больницы.
С храмом же связаны некоторые авантюрно-приключенческие планы. Говорят, что из подвалов централа в храм вёл подземный ход, которым ещё в бытность здесь каторжной тюрьмы на молитвы водили арестантов. Фонд планирует откачать затопленные подвалы и восстановить проход. В самом здании Александровского централа будет размещена экспозиция, посвящённая психиатрической больнице, и каторжной тюрьме, и даже винокурне, которая была здесь изначально. Всё это должно превратиться в этнодеревню, единый историко-культурный ансамбль и будет работать как минимум полвека. В полном объёме комплекс планируется запустить в течение пяти лет.
23 июля 2017 года был установлен и освящён крест перед входом в Александровский централ.
Этнодеревня будет работать круглосуточно, без выходных. У Фонда есть идея стилизовать некоторые помещения под тюремные камеры, в больших палатах будет проходить театрализованное представление. А приезжающих в Александровское будут встречать жандармы на конях…

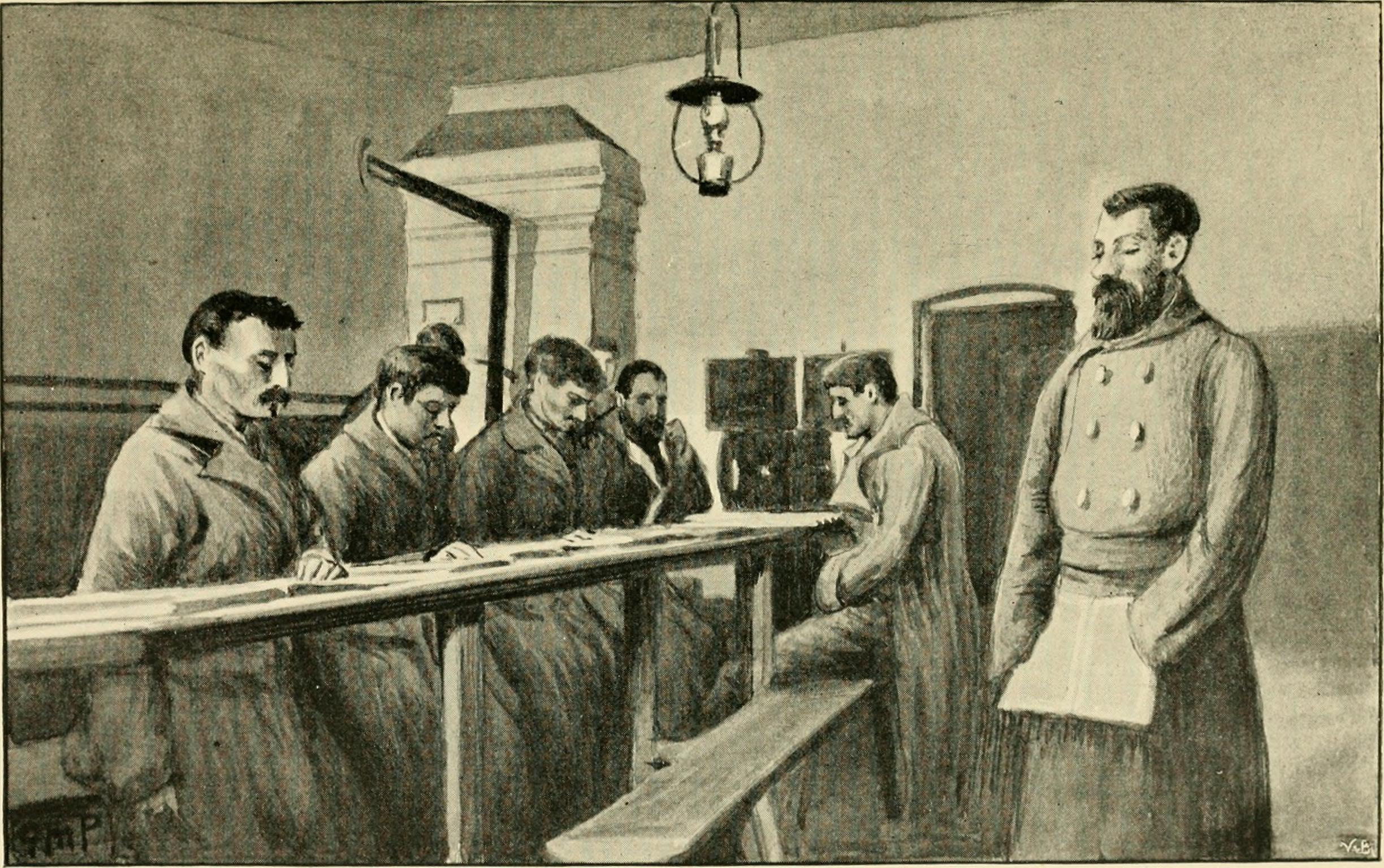
Читальня

Песня — неофициальный гимн Александровского централа (слова и мотив народные):
Далеко в стране Иркутской,
Между скал и крутых гор
Обнесен стеной высокой
Чисто выметенный двор.
На переднем на фасаде
Большая вывеска висит,
А на ней орёл двуглавый
Позолоченный блестит…
Это, парень, дом казенный -
Александровский централ.
А хозяин сему дому
Здесь и сроду не бывал.
Он живет в больших палатах,
И гуляет, и поет,
Здесь же в сереньких халатах
Дохнет в карцере народ.
Здесь за правду за народну,
За свободу кто восстал,
Тот начальством был отправлен
В Александровский централ.
Есть преступники большие,
Им не нравился закон,
И они за правду встали,
Чтоб разрушить царский трон.

## В художественной литературе
Александровскому винокуренному заводу посвящено несколько глав романа Д. Гербера «Заблудшие».

## В художественных фильмах
Александровский централ упоминается как место для экскурсий в фильме «Солнечный ветер» (режиссёр Ростислав Горяев, 1982 год).

## Известные заключённые
- Богомолец, София Николаевна — русская революционерка, народница.
- Дзержинский, Феликс Эдмундович — советский революционер, государственный деятель.
- Дмоховский, Лев Адольфович — русский революционер, участник организации «долгушинцев».
- Ковальская, Елизавета Николаевна — русская революционерка, народница, член организации «Чёрный передел».
- Кутитонская, Мария Игнатьевна — русская революционерка, народница, террористка.
- Махайский, Ян-Вацлав Константинович — польский и российский революционер, идеолог «махаевщины».
- Неустроев, Константин Гаврилович — русский революционер, народоволец.
- Росси, Жак — советский разведчик, французский историк ГУЛАГа.
- Россикова, Елена Ивановна — русская революционерка, народница.
- Церетели, Ираклий Георгиевич — русский /грузинский революционер, лидер российской Соц. — Дем. партии.
- Шамаев, Борис Александрович — руководитель Норильского восстания в 3-м каторжанском лаготделении.
- Сатылганов, Токтогул — киргизский акын, участник Андижанского мятежа.
- Карл Фридрихович Штайнер — австрийский и югославский коммунист, мемуарист.